# آن وانغ
آن وانغ (بالإنجليزية: An Wang)‏ هو مهندس وشخصية أعمال ومخترِع وعالم حاسوب وفيزيائي أمريكي، ولد في 7 فبراير 1920 في شانغهاي في الصين، وتوفي في 24 مارس 1990 بسبب سرطان.

## وصلات خارجية
- آن وانغ على موقع الموسوعة البريطانية (الإنجليزية)